# Congresso islamico mondiale
Il Congresso islamico mondiale fu indetto a Gerusalemme il 7 dicembre 1931. A esso presero parte 130 delegati di 22 Paesi musulmani. Il Congresso esortò gli Stati islamici ad evitare il commercio con la comunità ebraica in Palestina.

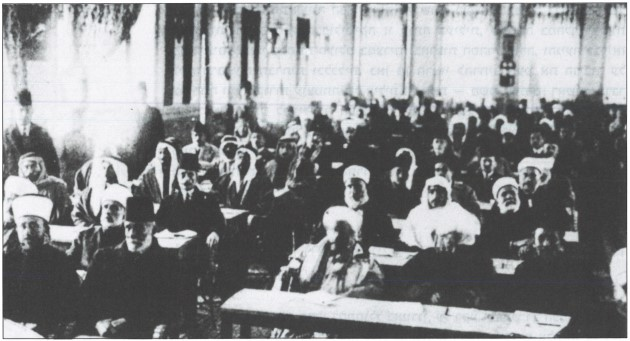
Congresso nel 1931 con Amin al-Husayni in prima fila

Il Congresso fu convocato su disposizione di Amīn al-Ḥusaynī, e da Maulana Shaukat Ali, con l'intento ufficiale di proporre la nascita dell'"Università di al-Aqṣā" a Gerusalemme, perché diventasse un centro di studi islamici.

Tuttavia il Congresso dimostrò ampiamente il tentativo del Muftī di rafforzare il proprio prestigio nell'avanzare la propria candidatura a ricoprire il posto di Califfo qualora questa suprema magistratura islamica fosse stata risuscitata. Il califfato era rimasto infatti vacante fin dal 1925, allorché un'assemblea voluta da Kemal Atatürk aveva deciso ad Ankara di dichiarare chiusa per sempre la suprema istituzione califfale per la discendenza della famiglia ottomana, e dopo il fallimento nel 1926 a La Mecca di un congresso pan-islamico che non era riuscito a identificare una candidatura per rimpiazzare quella di chi, fino ad allora, era stato il più autorevole candidato: al-Husayn ibn Ali, Sceriffo della Mecca, morto proprio nel 1926.
I leader della prestigiosa Università-moschea egiziana di al-Azhar al Cairo si opposero all'idea di un nuovo ateneo islamico.
In seguito all'elezione di Amīn al-Ḥusaynī a presidente del Congresso, l'agenda fu predisposta nel modo seguente:
1. Luoghi santi e Buraq
2. Università di al-Aqsà
3. ferrovia del Hijāz
4. rafforzamento dell'insegnamento e della cultura islamica
5. pubblicazioni
6. costituzione del Congresso musulmano
7. risoluzioni

Il Congresso decise che il sionismo era "ipso facto un'aggressione a detrimento del benessere islamico", e che "direttamente o indirettamente" esso spossessava i musulmani "del controllo del territorio islamico e dei Luoghi Santi musulmani". Si decise inoltre che il Congresso si sarebbe riunito a intervalli di due o tre anni e che le risoluzioni sarebbero state tradotte in realtà da un Comitato Esecutivo presieduto da al-Husaynī.
Il Congresso si concluse alle 13:30 del 17 dicembre. Un clan storicamente rivale degli Husaynī, quello dei Nashāshībī, provvide ad assicurare il fallimento dell'intento personale del Muftī.